# محوطه جنوب تنگه سفر وه گ خیارون
محوطه جنوب تنگه سفر وه گ خیارون مربوط به دوره نوسنگی - عصر مس است و در شهرستان کوهدشت، بخش کوهنانی، دهستان کوهنانی، ۵۰۰ متری جنوب تنگه سفر وه گ کوه خیارون واقع شده و این اثر در تاریخ ۱۸ اسفند ۱۳۸۷ با شمارهٔ ثبت ۲۵۲۹۰ به‌عنوان یکی از آثار ملی ایران به ثبت رسیده است.